# San Pedro de Macorís
San Pedro de Macorís este un oraș din Republica Dominicană. Acest oraș a fost considerat o perlă a națiunii, dar astăzi este considerat leagănul jucătorilor de baseball.

##### Așezare și descriere
San Pedro de Macorís este situat la aproximativ 60km de capitală. El a fost fondat în anul 1822 pe malul râului Higuano, unde industria zahărului și compania de avioane Pan Am le permitea oamenilor adevărate palate. În zilele de azi din acele palate a mai rămas un morman de gunoi.

## Personalități născute aici
- Paul Giudicelli (1921 - 1965), pictor.